# Selu
Selu (Corn Mother, Corn Woman), U mitologiji Cherokeeja, Selu je bila prva žena i božica kukuruza. (Njeno ime doslovno znači corn "kukuruz" ili maize "kukuruz" na jeziku Cherokeeja.) Selu su ubili njezini sinovi blizanci, koji su se bojali njezine moći; ali svojim umirućim uputama naučila ih je saditi i uzgajati kukuruz, tako da je njezin duh uskrsnuo sa svakom žetvom.